# Eucalyptus accedens
Eucalyptus accedens är en myrtenväxtart som beskrevs av W.V. Fitzg.. Eucalyptus accedens ingår i släktet Eucalyptus och familjen myrtenväxter. Inga underarter finns listade i Catalogue of Life.

## Bildgalleri

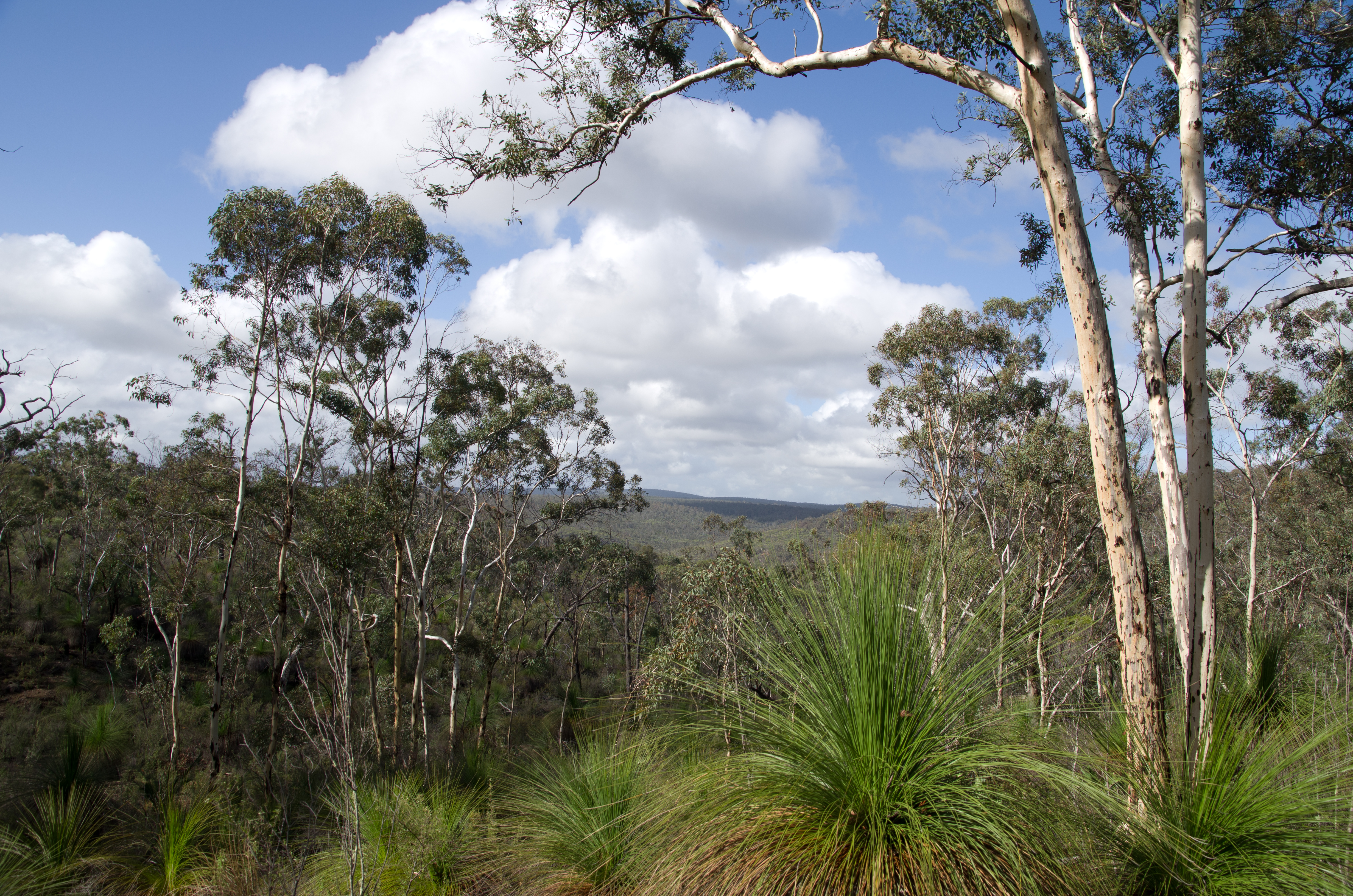
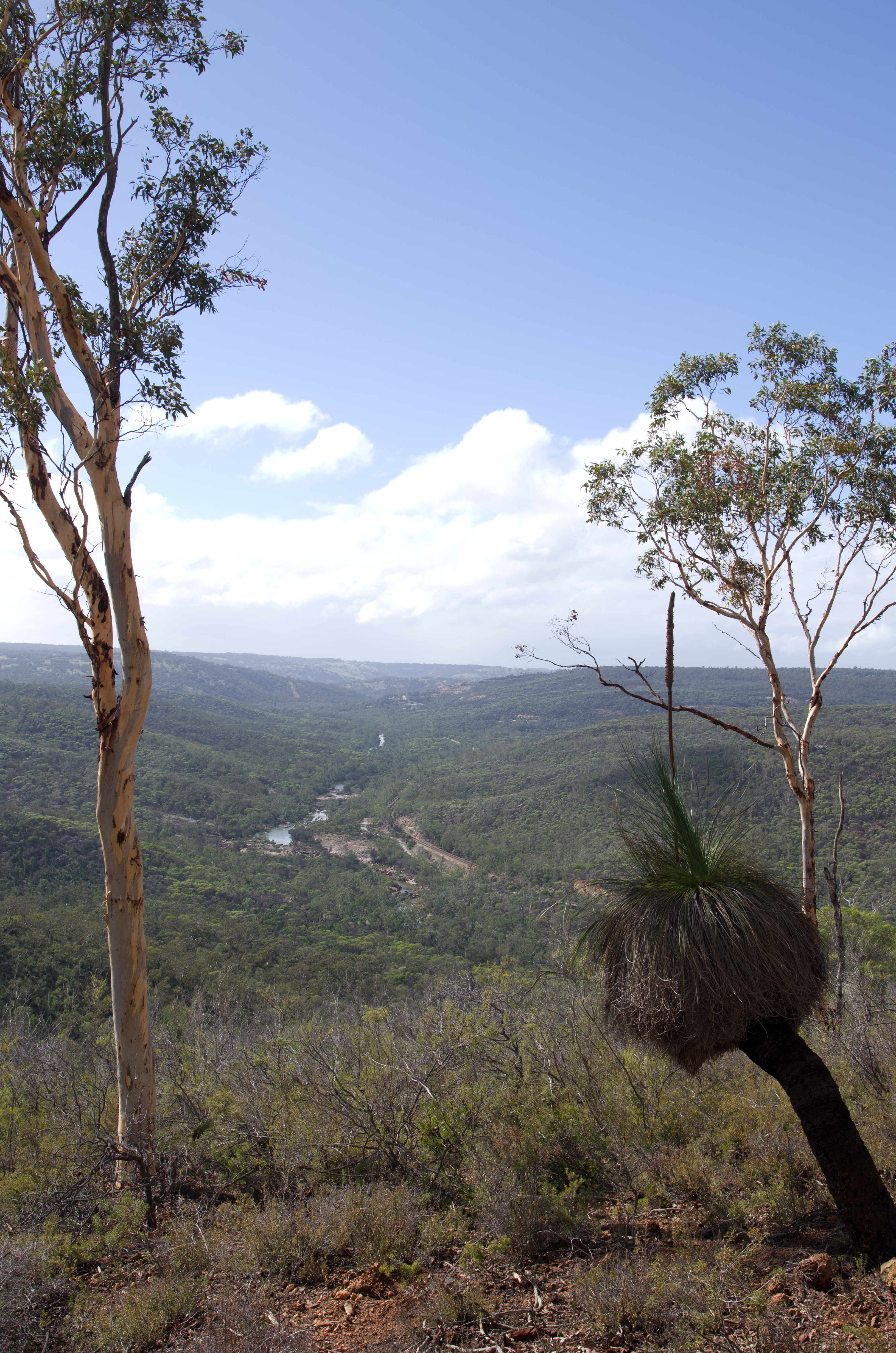
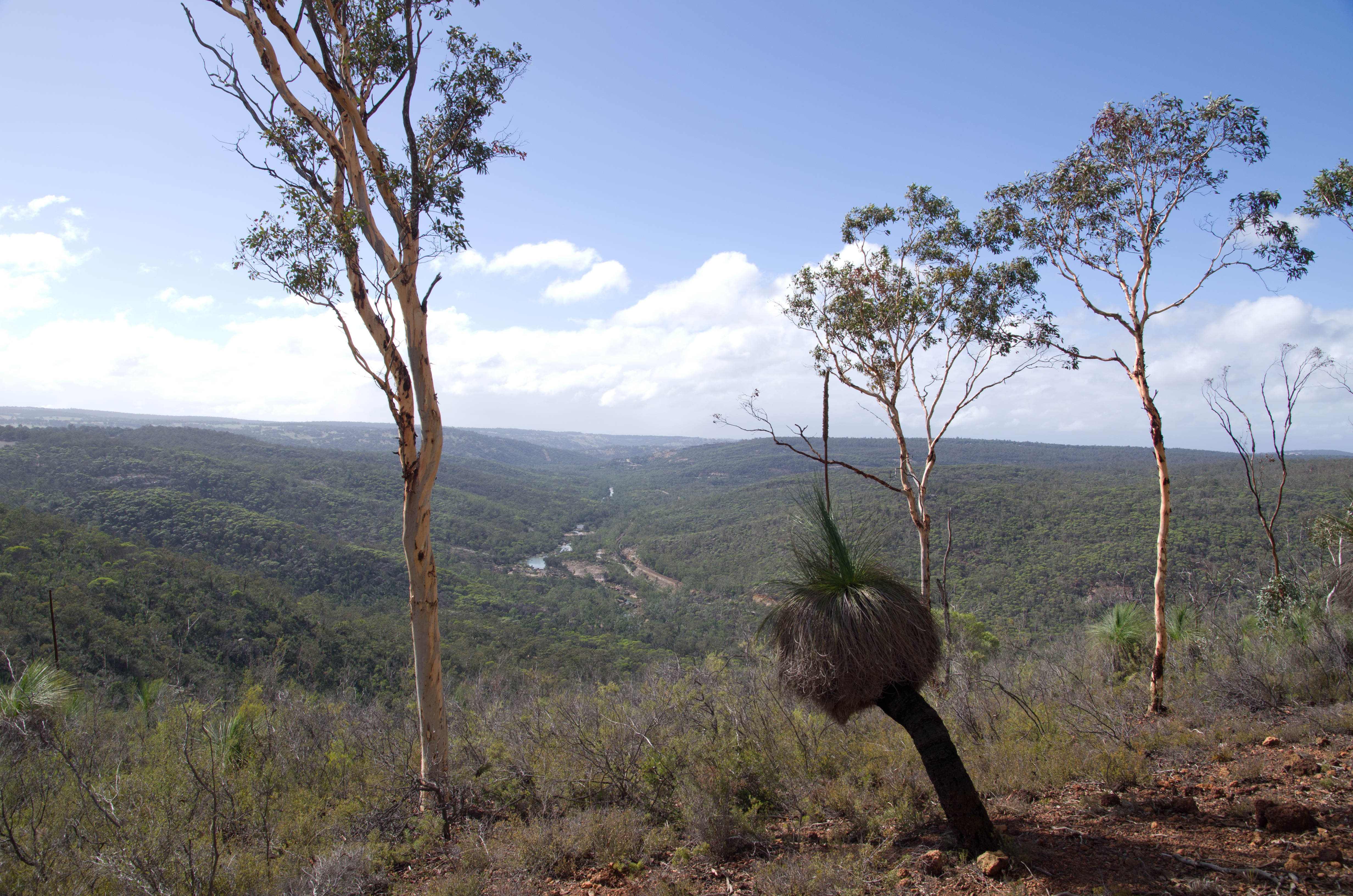
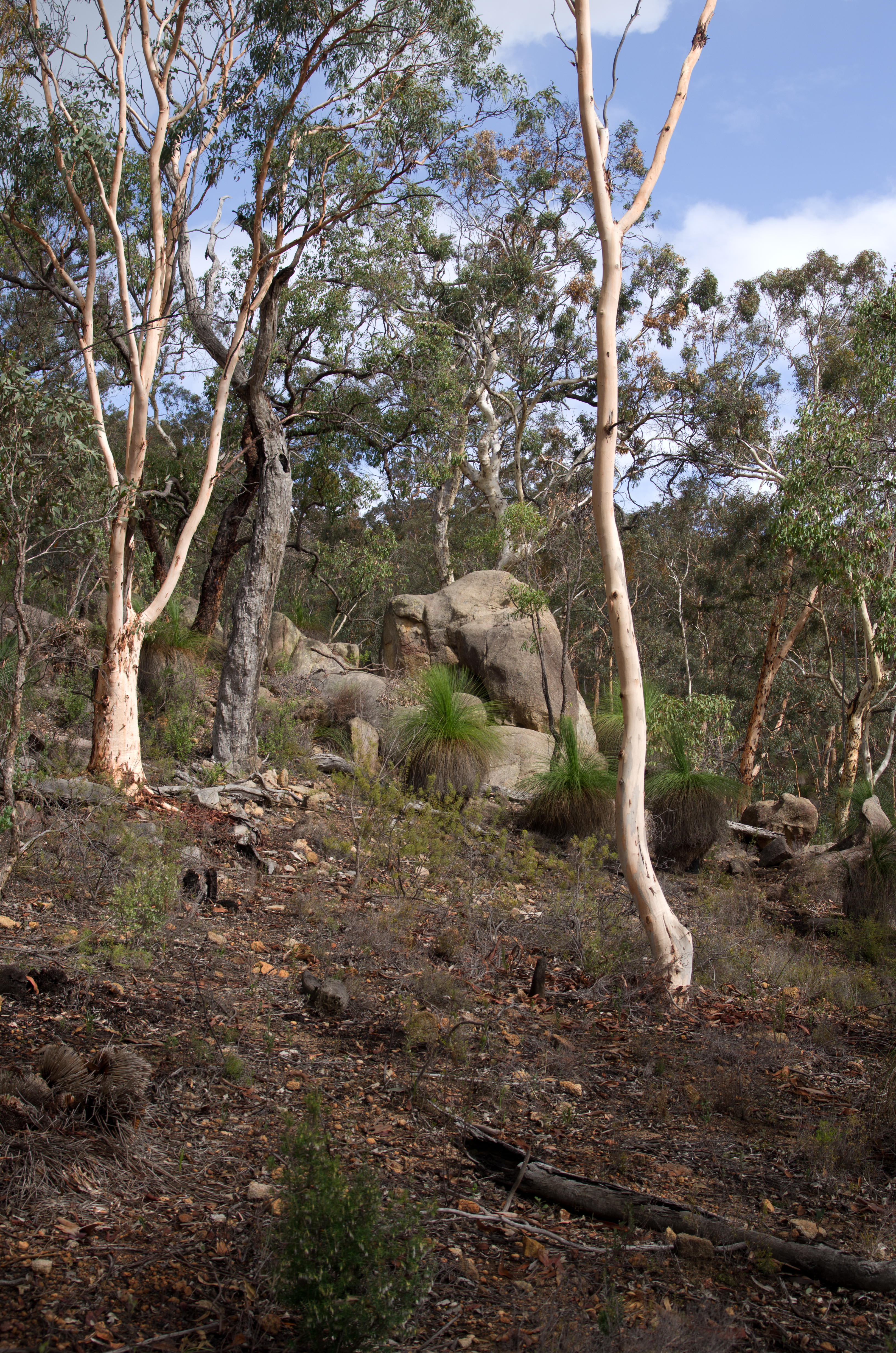
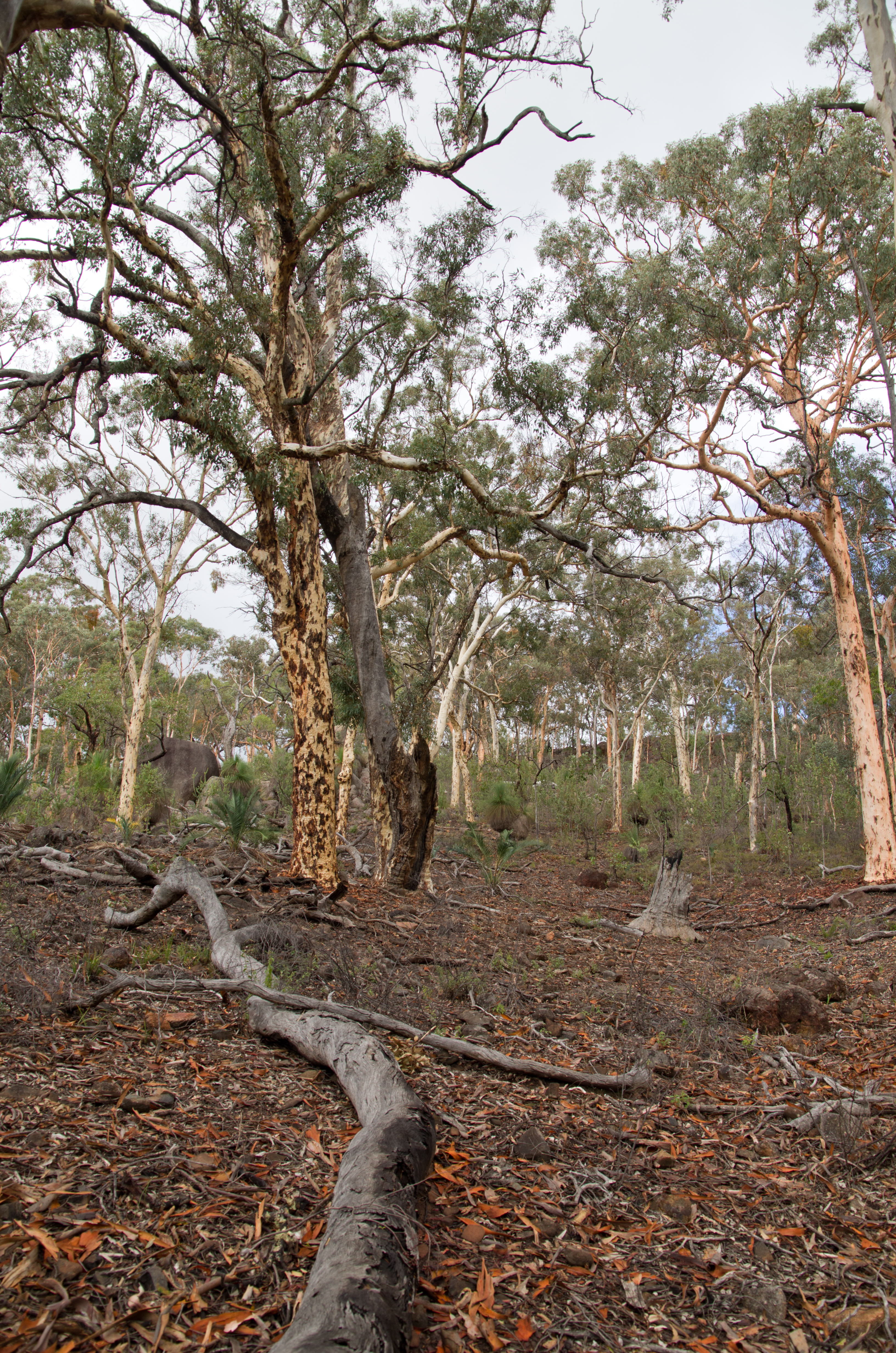
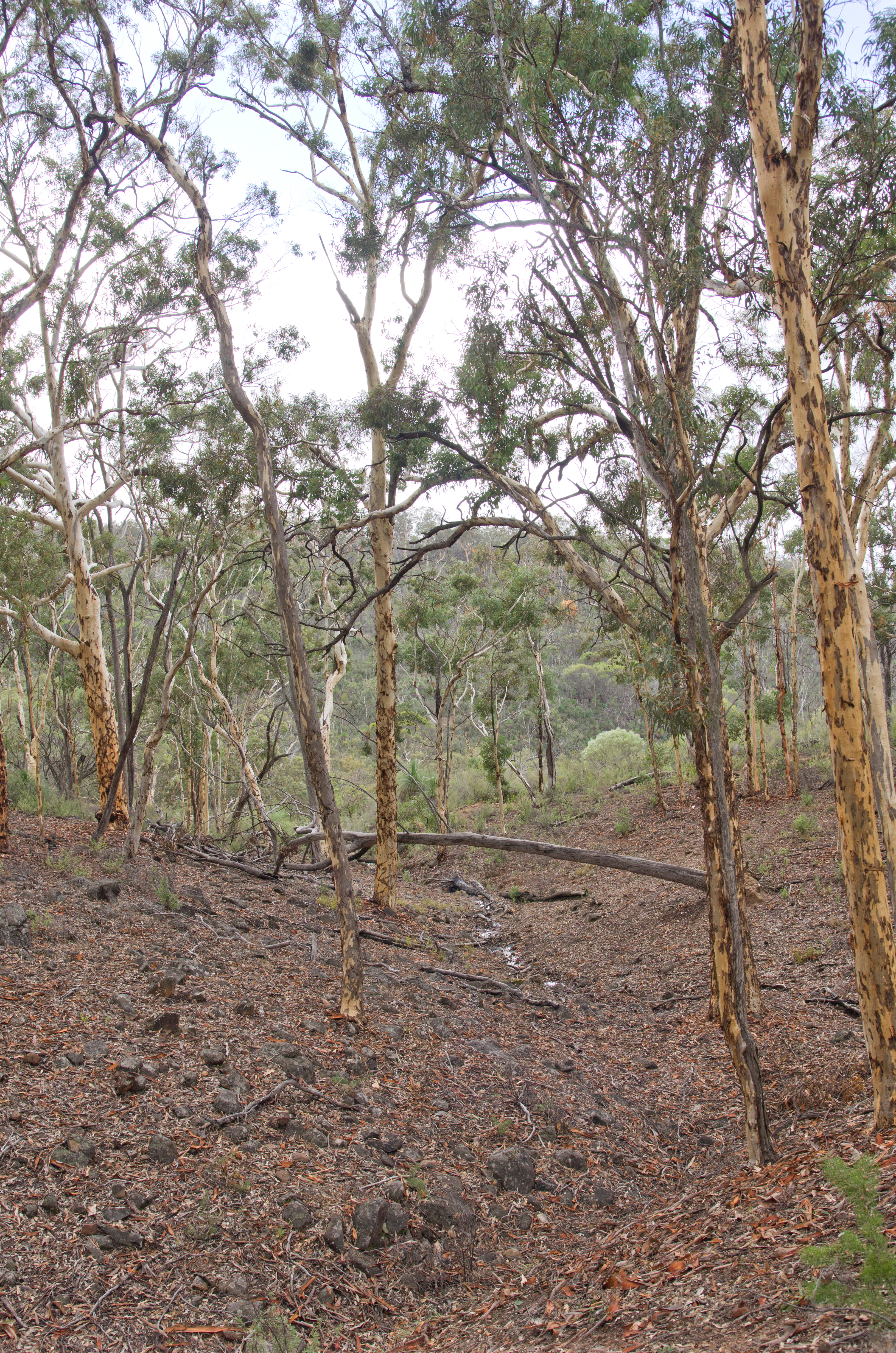